# De geheime tegenstander
De geheime tegenstander is een detective- en misdaadroman van Agatha Christie. De originele titel is The Secret Adversary en werd het eerst gepubliceerd in het Verenigd Koninkrijk in januari 1922 en enkele maanden later door Dodd, Mead and Company in de Verenigde Staten. Een Nederlandstalige versie verscheen in 1925. Het is Agatha Christie's tweede boek.

## Verhaal
Thomas "Tommy" Beresford en Prudence "Tuppence" Cowley ontmoeten elkaar in een restaurant in Londen. Omdat ze werkloos zijn, willen ze een advertentie plaatsen met de melding dat ze eender welk werk willen uitvoeren. Dit gesprek wordt gehoord door Whittington die vervolgens met Tuppence een opdracht bespreekt. Tuppence wil haar echte naam verborgen houden en zegt dat ze Jane Finn is, een naam die ze eerder in het restaurant had gehoord. Daarop trekt Whittington de opdracht in. Tuppence vindt de reactie vreemd en wil weten wie Jane Finn is.
Carter, lid van de geheime dienst, zegt dat Jane Finn een passagier was op het schip "Lusitania" dat in 1915 verging na een torpedo-aanval. Omdat vrouwen eerst werden gered, kreeg Jane van een Amerikaanse passagier een geheim verdrag dat naar Londen moest. Ondanks Jane werd gered, verdween ze spoorloos tezamen met het verdrag. Dankzij dat verdrag zou een communistische revolutie in Engeland kunnen worden vermeden. Carter huurt Tommy en Tuppence in om te achterhalen wat er met Jane is gebeurd en waar het verdrag is gebleven. Carter geeft als tip dat wellicht "Mister Brown" achter de feiten zit.
Tommy en Tuppence bezoeken een neef van Jane: Julius P. Hersheimer, een miljonair. Hij heeft de laatste foto van Jane aan een inspecteur van Scotland Yard gegeven. Later blijkt dat deze man niet voor Scotland Yard werkt, maar wel Mister Brown was.
Aan de hand van de passagierslijst van de Lusitania vinden ze Margaret Vandemeyer. Zij woont nu in Londen. Tommy en Tuppence zoeken haar op en zien Whittington en een andere man haar huis verlaten. Tommy en Tuppence schakelen Julius in voor versterking. Julius volgt Whittington, Tommy de andere man (die later Boris Stepanov blijkt te zijn) en Tuppence gaat bij Rita in dienst als meid.
Tommy komt terecht in Soho waar hij stiekem een vergadering volgt van communisten, maar wordt betrapt en gevangengehouden. Tuppence ontdekt dat ook Rita bij die communistische beweging hoort. Whittington reist naar Bournemouth om een meisje in een privé-instelling te bezoeken. Julius achterhaalt dat dit meisje Jane is, maar dat ze aan geheugenverlies lijdt. Tuppence komt in contact met een zekere Sir James. Hij stelt voor om Tuppence te helpen met het onderzoek. Niet veel later wordt Rita vermoord en ook Jane is spoorloos.
Tommy is ondertussen kunnen ontsnappen dankzij een zekere Annette. Sir James slaagt erin om Jane Finn terug te vinden. Zij herinnert zich waar het verdrag is gebleven, maar daar ligt nu enkel nog een boodschap van Mister Brown.
Dan blijkt dat Annette in werkelijkheid Jane Finn is. Sir James onthuld dat hij Mister Brown is. Hij wil Jane en Prudence vermoorden, maar wordt overmeesterd door Tommy en Julius. Sir James pleegt zelfmoord door een gifcapsule in te nemen.

## Verfilming

### Die Abenteurer GmbH (1929)
In 1929 werd het boek verfilmd door het Duitse Orplid Film onder de titel Die Abenteurer GmbH. Deze stomme film duurt 76 minuten. De film volgt grotendeels het verhaal van het boek, maar de namen van de personages werden gewijzigd. De Engelstalige titel van de film was Adventures Inc.. De film is lange tijd verloren gewaand, maar werd uiteindelijk terug gevonden en vertoond in het National Film Theatre op 15 juli 2001.

### The Secret Adversary (1983)
Een tweede verfilming werd gemaakt door London Weekend Television in 1983 als onderdeel van de serie Agatha Christie's Partners in Crime.